# Cecílie z Baux
Cecílie z Baux (1230 – 1275) byla savojskou hraběnkou; v roce 1244 se provdala za Amadea IV. Savojského. Narodila se jako dcera Barrala z Baux a jeho manželky Sibyly d'Anduze. Během nezletilosti svého syna Bonifáce v letech 1253 až 1259 byla savojskou regentkou.

## Manželství a potomci
18. prosince 1244 se Cecílie stala druhou manželkou savojského hraběte Amadea IV. Měla s ním čtyři děti:
- Bonifác Savojský (1245–1263)
- Beatrix Savojská (1292)
- Eleonora Savojská
- Konstancie Savojská

## Regentství
Rok před svou smrtí napsal Cecíliin manžel závěť, ve které určoval za regenty za syna Bonifáce svého bratra Tomáše a Cecílii. Když Tomáš v roce 1259 zemřel, pokračovala v regentství Cecílie. V této roli bylo jedním z jejích prvních úkonů zbavení St-Germain-sur-Séez různých daní výměnou za jejich práci, totiž vedení cestovatelů průsmykem Petit-St-Bernard. Jako regentka měla vlastní pečeť pro schvalování dokumentů. Pod jejím regentstvím Bonifácovi strýcové Petr a Filip pokračovali v získávání území a vlivu ve jménu hraběte.